# Haizul Rani Metusin
Đây là một tên người Mã Lai. Theo tập quán Mã Lai, tên gọi hay được sử dụng hơn. Tên gọi của người này là Haizul Rani.
Sergeant Mohammad Haizul Rani bin Metusin (sinh ngày 1 tháng 5 năm 1984) là một cầu thủ bóng đá người Brunei thi đấu ở vị trí hậu vệ cho MS ABDB của Brunei Super League. Anh cũng thi đấu cho câu lạc bộ của Brunei DPMM FC ở S.League 2017.
Anh có màn ra mắt cho Brunei trong thất bại 0-5 trước Indonesia tại giao hữu vào ngày 26 tháng 9 năm 2012, thay cho Reduan Petara. Anh thi đấu 2 trận cho đội tuyển quốc gia ở Vòng loại AFF Suzuki Cup 2012.